# LG 모바일 월드컵
LG 모바일 월드컵(영어: LG Mobile World Cup)은 2010년 1월 14일과 2011년 1월 26일에 LG전자에 의해 개최된 문자 빨리 보내기 대회이다. 뉴욕에 위치한 고섬 홀에서 행사가 진행되었다.

## 2010년

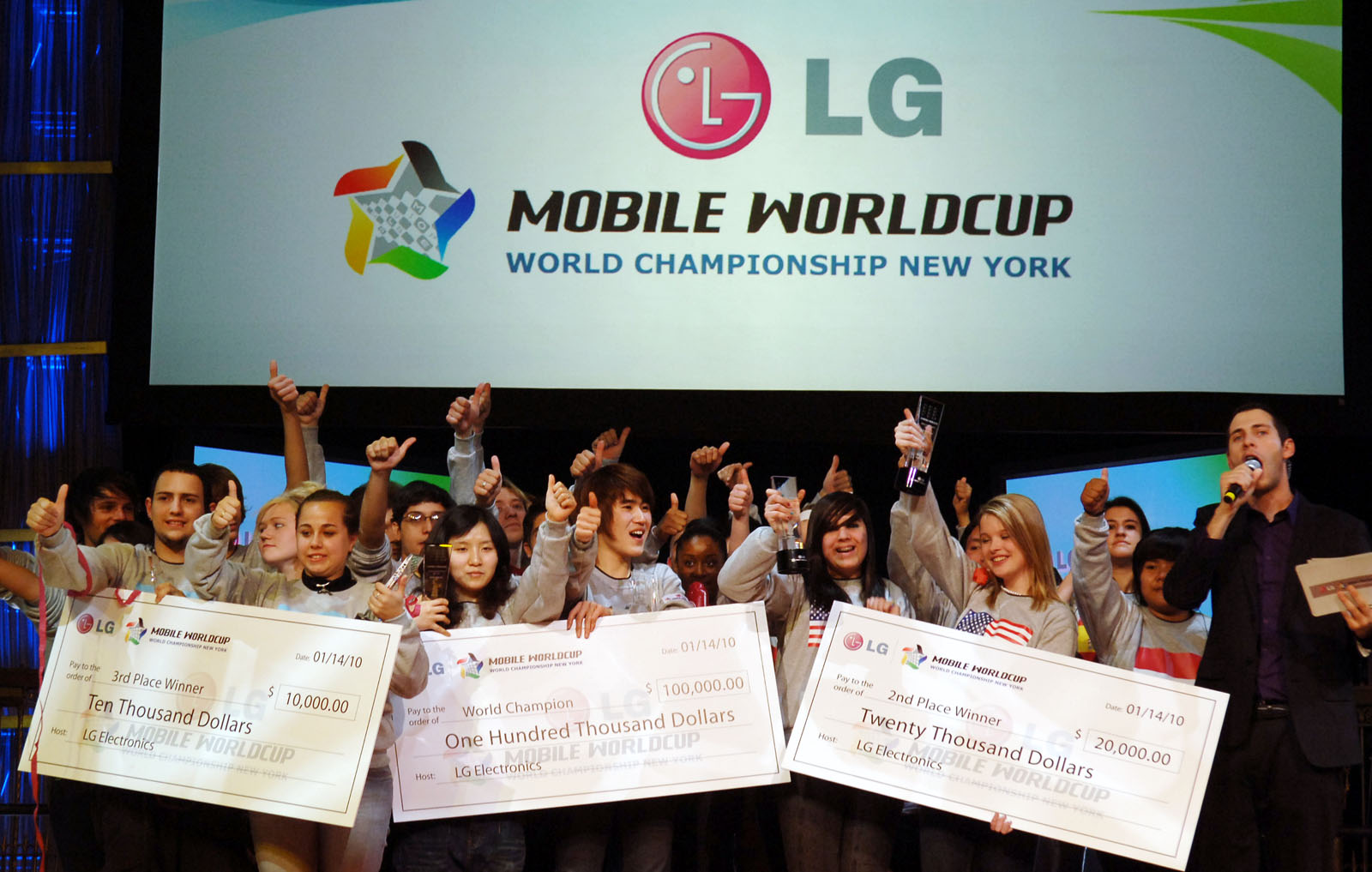
대회의 모든 참가자들

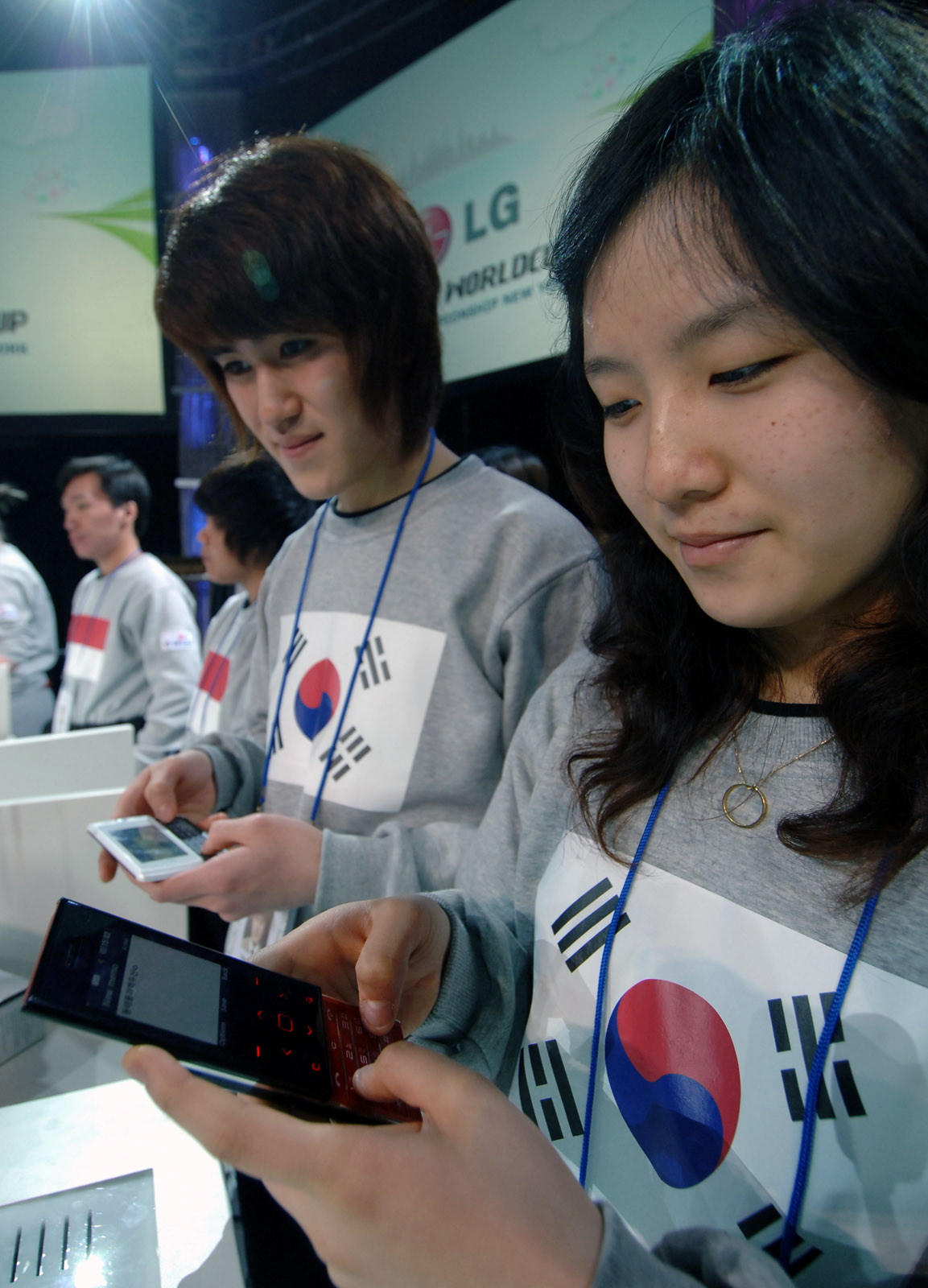
배영호와 하목민

팀은 2명으로 구성된다. 한명은 QWERTY 자판을 입력하고, 다른 한명은 숫자 패드를 입력한다. 아르헨티나, 오스트레일리아, 브라질, 캐나다, 인도네시아, 멕시코, 뉴질랜드, 포르투갈, 러시아, 남아프리카 공화국, 대한민국, 스페인, 미국 각각 1팀씩 총 13개팀이 참가하였다.
이전에도 LG는 미국과 대한민국에서 각각 대회를 개최한 적이 있었다. 2007년부터 2009년까지 매년 미국에서 개최되었고, 대한민국에서도 2008년과 2009년에 각각 개최되었다. 하지만, 2010년에는 국가끼리의 경쟁하는 첫 대회였다.
팀은 예선전을 치루어야했다. 6백만명 이상의 참가자들이 참가했다.

### 결과
대한민국의 배영호(17)와 하목민(16)이 우승하였다.

## 2011년

### 결과
파나마의 크리스티나 살레스(20)와 제니퍼 살레스(15) 자매가 우승하였다.